# Episodi di Cold Squad - Squadra casi archiviati (quarta stagione)
La quarta stagione della serie televisiva Cold Squad - Squadra casi archiviati è stata trasmessa in anteprima in Canada dalla CTV tra il 6 ottobre 2000 e il 21 aprile 2001.
| nº | Titolo originale          | Titolo italiano | Prima TV Canada  | Prima TV Italia |
| -- | ------------------------- | --------------- | ---------------- | --------------- |
| 1  | A Good Death              |                 | 6 ottobre 2000   |                 |
| 2  | Common Knowledge          |                 | 13 ottobre 2000  |                 |
| 3  | Murder Farm               |                 | 20 ottobre 2000  |                 |
| 4  | 24/7                      |                 | 27 ottobre 2000  |                 |
| 5  | Loyalties                 |                 | 10 novembre 2000 |                 |
| 6  | Slave to the Job          |                 | 17 novembre 2000 |                 |
| 7  | Trust                     |                 | 1º dicembre 2000 |                 |
| 8  | Court Appeal              |                 | 8 dicembre 2000  |                 |
| 9  | Root Cause                |                 | 9 dicembre 2000  |                 |
| 10 | My So Called Death        |                 | 3 febbraio 2001  |                 |
| 11 | Loose Ends (Part 1)       |                 | 10 febbraio 2001 |                 |
| 12 | Loose Ends (Part 2)       |                 | 17 marzo 2001    |                 |
| 13 | Dead Soldiers             |                 | 24 febbraio 2001 |                 |
| 14 | Checkmate                 |                 | 3 marzo 2001     |                 |
| 15 | The Box                   |                 | 10 marzo 2001    |                 |
| 16 | Predators                 |                 | 17 marzo 2001    |                 |
| 17 | The Unsinkable Iwa Gudang |                 | 31 marzo 2001    |                 |
| 18 | Vancouver Confidential    |                 | 7 aprile 2001    |                 |
| 19 | Habeas Corpus             |                 | 14 aprile 2001   |                 |
| 20 | Faith                     |                 | 21 aprile 2001   |                 |